# Хангин-Хоуци
Хангин-Хоуци (кит. упр. 杭锦后旗, пиньинь Hángjǐn Hòu qí) — хошун городского округа Баян-Нур, Внутренней Монголии, в Китае. Название хошуна означает «Хангинское тыловое знамя»; он так называется потому, что лежит севернее хошуна Хангин городского округа Ордос.

## История
В 1942 году здесь был создан уезд Мицан (米仓县) провинции Суйюань. В 1953 году уезд Мицан был переименован в хошун Хангин-Хоуци.
В 1954 году провинция Суйюань была расформирована, и эти земли вошли в состав Административного района Хэтао (河套行政区) Внутренней Монголии. В 1958 году административный район Хэтао был присоединён к аймаку Баян-Нур.
1 декабря 2003 года решением Госсовета КНР аймак Баян-Нур был преобразован в городской округ.

## Административное деление
Хошун делится на 9 посёлков.